# Emily Bindiger
Emily Bindiger (* 10. Mai 1955 in Brooklyn, New York) ist eine amerikanische Schauspielerin und Sängerin. Zudem ist sie Mitglied der A-cappella-Band The Accidentals. Ansonsten zeichnet sie sich vor allem durch Arbeiten an diversen Soundtracks, Kooperationen mit einer Vielzahl von Künstlern und Produktion von jungen Talenten aus.

## Leben
Bindinger veröffentlichte im Alter von 16 Jahren ihr Debütalbum mit dem Titel Emily. Von dort aus konzentrierte sie sich vor allem auf die Komposition von Soundtracks zu Serien und Filmen.

## Soundtracks
- Die Frauen von Stepford
- Liebe, Lüge, Leidenschaft
- Bullets Over Broadway
- Alle sagen: I love you
- Donnie Brasco
- Hudsucker – Der große Sprung
- Michael Collins
- Cowboy Bebop
- Pandora Hearts[2]
- .hack//Sign[3]
- El Cazador de la Bruja[4]

## Kooperationen mit
- Patti Austin
- Laurie Beechman
- Black 47
- Oscar Brand
- Leonard Cohen (Backup-Sängerin auf New Skin for the Old Ceremony)
- Christine Lavin
- Deb Lyons
- Kasahara Yuki
- Kanno Yoko
- Kajiura Yuki
- Buster Poindexter
- Neil Sedaka
- Ben Vereen